# Atlético Clube Diana
Atlético Clube Diana é uma agremiação esportiva do bairro de Campo Grande, da cidade do Rio de Janeiro, fundada a 8 de julho de 1955.

## História

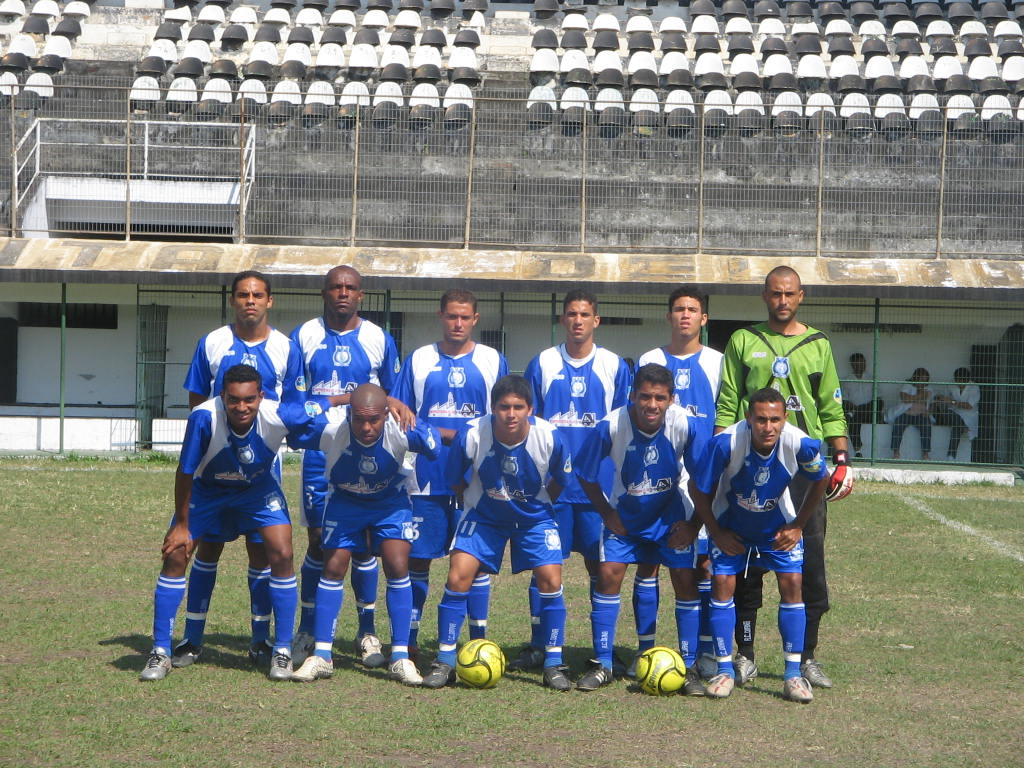
Equipe do Diana em 2007.

Surgiu juntamente com o loteamento que leva o mesmo nome do clube. Quintino Borges, jovem administrador deste loteamento, cedeu um espaço para que fosse construída a séde e o campo. Admirador do bom futebol,Quintino apoiava o clube financeiramente e marcava presença nos jogos, época que se tornou fundador e primeiro presidente.
Após disputar por vários anos o Departamento Autônomo da FFERJ, o Diana resolveu, somente em 2007, se profissionalizar e paticipar da Terceira Divisão do Rio de Janeiro. A campanha foi razoavelmente boa, pois conseguiu chegar à terceira fase do campeonato.
No ano seguinte, se licencia das competições.
Suas cores são o azul celeste e o branco. Seu grande rival é o Campo Grande.
Em 29 de dezembro de 1955, seu jogador Sylvio Torres ganhou o prêmio Belfort Duarte, que era destinado a jogadores que tivessem em suas respectivas carreiras ao menos duzentos jogos oficiais sem sofrer expulsões ao longo de no mínimo dez anos.

## Estatísticas

### Participações
|  | Participações em 2018 |

| Competição          | Temporadas | Melhor campanha     | Estreia | Última | P | R |
| Série B2 do Carioca | 1          | 14º colocado (2007) | 2007    | 2007   | – | – |